# 非組
在漢語音韻學中，非組是指輕脣音聲母：
- 非母：轻唇清擦音
- 敷母：轻唇次清擦音
- 奉母：轻唇全浊擦音
- 微母：轻唇鼻音

## 上古漢語
非組可能從上古幫組分化而來。參見古無輕脣音。